# (1890) Konoshenkova
(1890) Konoshenkova (1968 CD) – planetoida z pasa głównego asteroid okrążająca Słońce w ciągu 5 lat 276 dni 17 godzin, w średniej odległości 3,21 j.a. Odkryta 6 lutego 1968 roku.